# Alfred Schickentanz
Alfred Schickentanz (* 6. Februar 1937 in Tczew (Dirschau), Republik Polen; † 21. April 2018) war ein deutscher Pädagoge und Ehrenbürger seiner Geburtsstadt.

## Leben
Alfred Schickentanz war Leiter der Volkshochschule Overath-Rösrath in Nordrhein-Westfalen.
Seit 1976 unterhielt er regelmäßige Kontakte in die polnische Stadt Tczew.  Während des Kriegsrechts 1982 organisierte er  regelmäßige humanitäre Hilfstransporte dorthin. Um 1990 initiierte Alfred Schickentanz die Gründung eines Zentrums für Erwachsenenbildung (Centrum Edukacji Dorosłych) nach dem Vorbild einer deutschen Volkshochschule, das auch Weiterbildungskurse anbot und für die Arbeitsvermittlung in dem Gebiet mit hoher Arbeitslosigkeit eine wichtige Rolle spielte. Er war maßgeblich an der Schaffung eines Computerraums dort beteiligt und unterstützte die Wirtschaftsfachschule, sowie soziale Einrichtungen in der Stadt. 1994 wurde ihm die Ehrenbürgerschaft der Stadt Tczew verliehen.
Albert Schickentanz wurde ebenfalls mit dem Bundesverdienstkreuz ausgezeichnet.
Er war Mitglied der CDU    und im Männer Gesangverein Spich 1874.
Er war mit Ilse Schickentanz seit 1958 verheiratet  und hatte 4 Kinder.

## Veröffentlichungen
- Aspekte zur Altenarbeit. Hinweise zur Vorbereitung und Durchführung, 1985
- Erwachsenenbildung in Polen. VHS Overath/Rösrath initiiert Gründung einer kommunalen Volkshochschule in Tczew. In: Volkshochschule. Zeitschrift des Deutschen Volkshochschulverbandes. Band 43. 1992. S. 148–152.